# Oiratiska

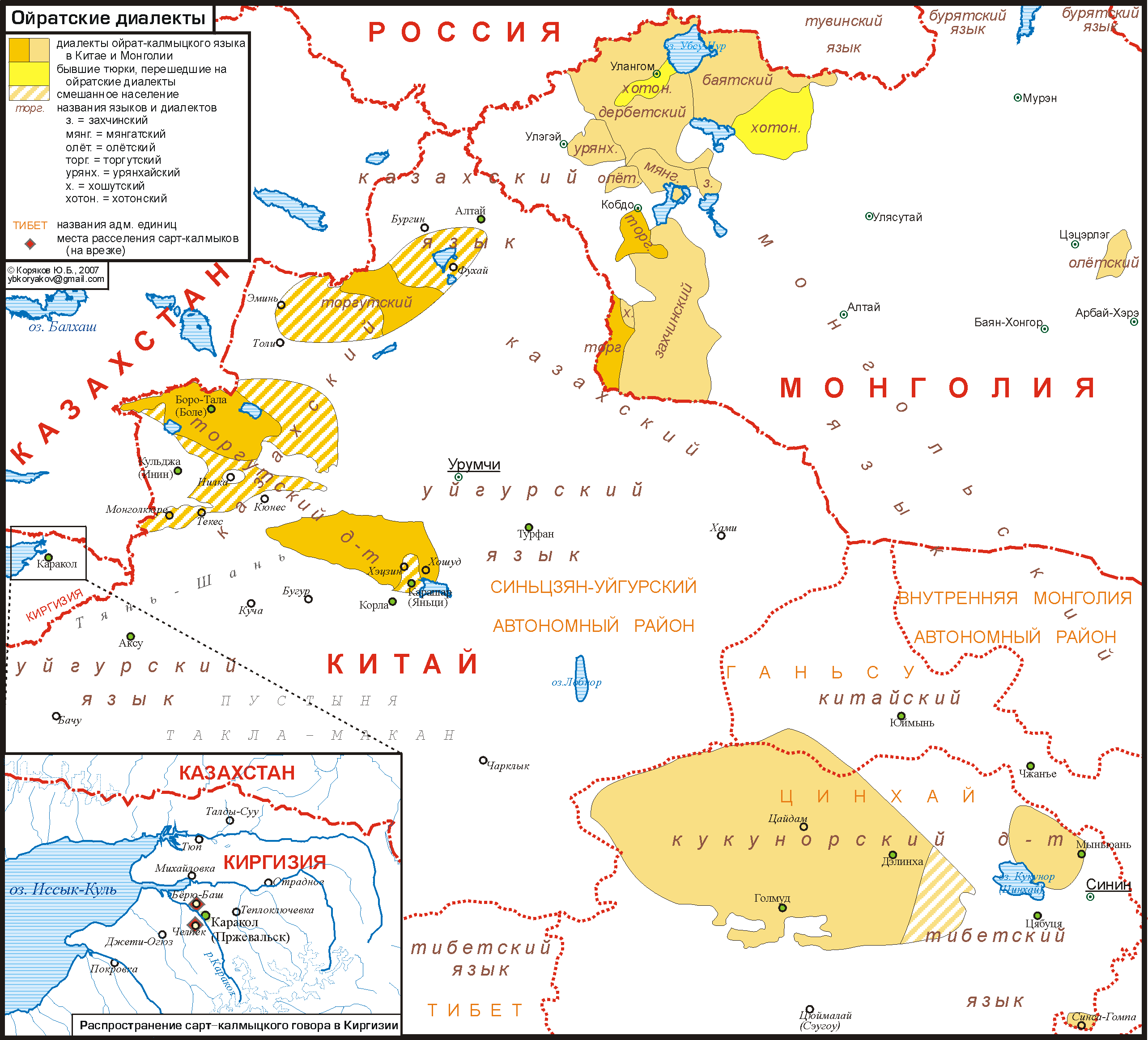
En karta som visar oiratiskans utbredning utanför Kalmuckien. Utbredningen enligt Svantesson m.fl. (2005).

Oiratiska, eller på mongoliska ᡆᡕᡅᠷᠠᡑ ᡘᡄᠯᡄᠨ Oirad kelen, är ett mongolspråk som talas som modersmål av drygt 350000 människor, framför allt i Kalmuckien. Gränsdragningen mellan oiratiskan som ett eget språk eller som en dialekt till mongoliskan är inte klart fastställd bland forskarna.
Oiratiska talas i västra Mongoliet och nordvästra Kina, främst i Xinjiang och i Ryssland vid Kaspiska havet. Oiratiskan är hotat språk i alla tre länderna.

## Dialekter
I Mongoliet finns det sju oiratiska dialekter.
1. Dörbet
2. Bayat
3. Torgut – som är den största dialekten[6][1]
4. Uriankhai
5. Ööld
6. Zakhchin
7. Khoton